# 福音伝道教団
福音伝道教団（ふくいんでんどうきょうだん）は、赤松勇二が代表を務める日本の宗教法人である。プロテスタント系の団体。

## 沿革
- 1919年 - マーガレット・エミー・バーネット宣教師が栃木県足尾町（現・日光市）で伝道を開始する。
- 1920年 - 舟喜麟一が足尾基督教会の牧師として赴任する。
- 1923年 - バーネット宣教師が日本伝道隊を辞任して、セントラル・ジャパン・パイオニア・ミッションを設立する。舟喜麟一が日本伝道隊を辞任して、同団体の日本伝道地理事長に就任する。
- 1925年 - セントラル・ジャパン・パイオニア・ミッション（中央日本開拓伝道団）が群馬県、埼玉県、栃木県に伝道を開始した。
- 1927年 - 福音伝道教会を組織した。舟喜麟一が年会議長および理事長に就任した。D.パー宣教師が来日する。舟喜麟一とバーネットが前橋を拠点に伝道を開始する。
- 1935年 - 新潟県三条市、加茂市、燕市、小千谷市で伝道が開始さけた。
- 1941年 - 日本基督教団の成立に伴い、第十部として加入した。
- 1947年 - 日本基督教団を離脱し、舟喜麟一、小林誠一らが中心になって福音伝道教会を再建した。
- 1950年 - カナダからの旧日本伝道ミッション（JEM）が戦前の福音伝道教団の新潟県における働きを引き継いだため福音伝道教会の同県における教会が離脱する。
- 1951年 - 福音伝道教団と改称する。
- 1953年 - 中心的な教会である前橋キリスト教会と指導者舟喜麟一が離脱する。
- 1963年 - 倍増運動が提唱される。
- 1951年 - 宗教法人を取得し、福音伝道教団を称した。
- 1953年10月27日 - 文部省管轄の包括宗教法人として認証を受けた。

## 特色
- 初期の頃は、聖会に秋山由五郎、小島伊助、沢村五郎らが講師になるなど、日本伝道隊の霊的な影響があった。

## 牧師
- 羽鳥明
- [2]関根辰雄